# Salaqúí
Salaqúí je rijeka u Kolumbiji, pritoka rijeke Atrato. Pripada slijevu Karipskog mora.